# Ərçivan
Ərçivan è un comune dell'Azerbaigian situato nel distretto di Astara. Conta una popolazione di 8 084 abitanti.